# Colegio de Navarra de París

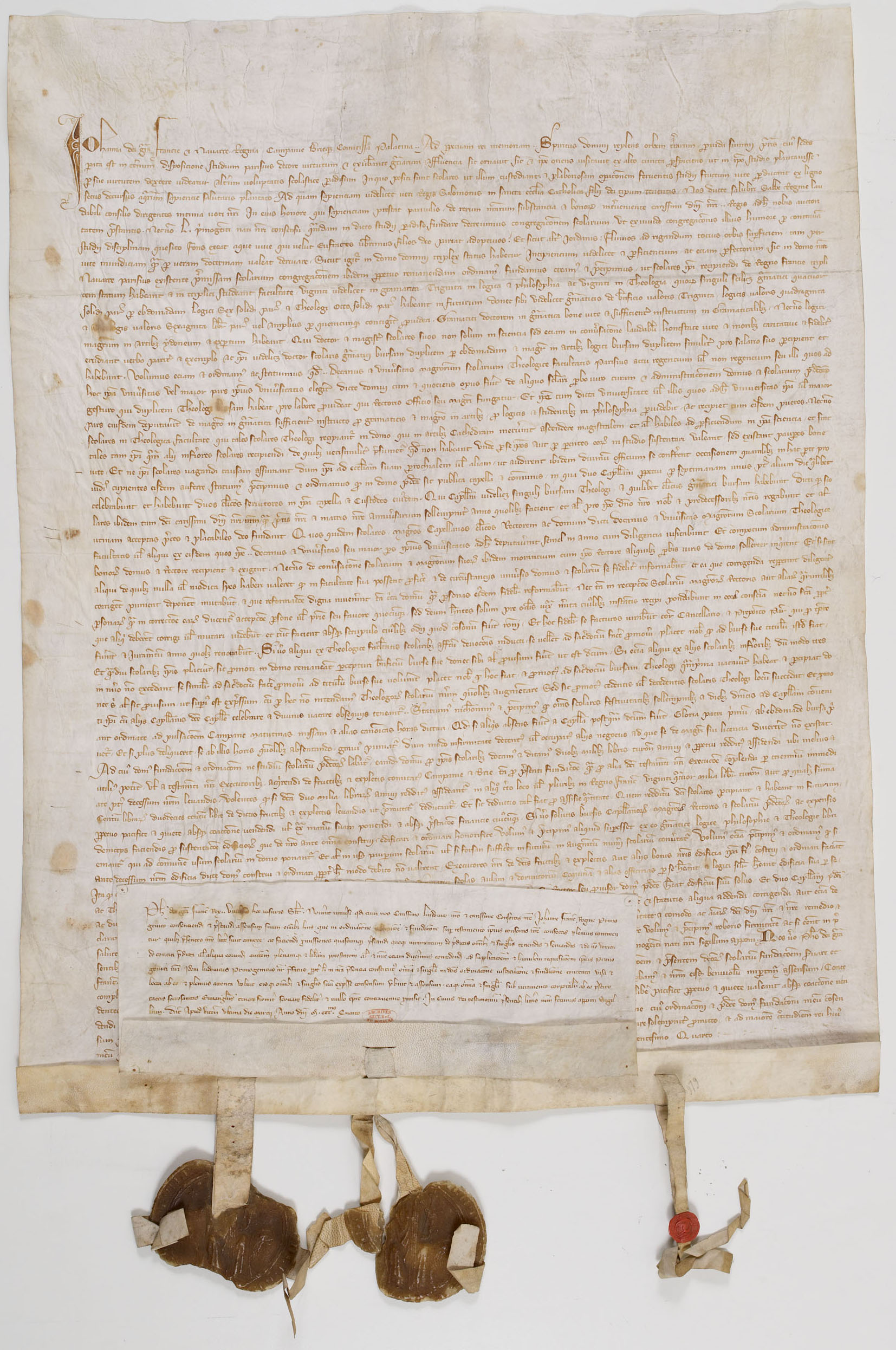
Acta fundacional del Colegio de Navarra de París, promulgada en Vincennes el 25 de marzo de 1305 por Juana I, reina de Francia y de Navarra, esposa de Felipe IV de Francia. Incluye la confirmación de Felipe IV de Francia certificando que Luis hijo de ambos da su consentimiento y respetará. Sellada con 3 sellos en Vincennes el 25 de marzo de 1305. Archivos Nacionales de Francia.

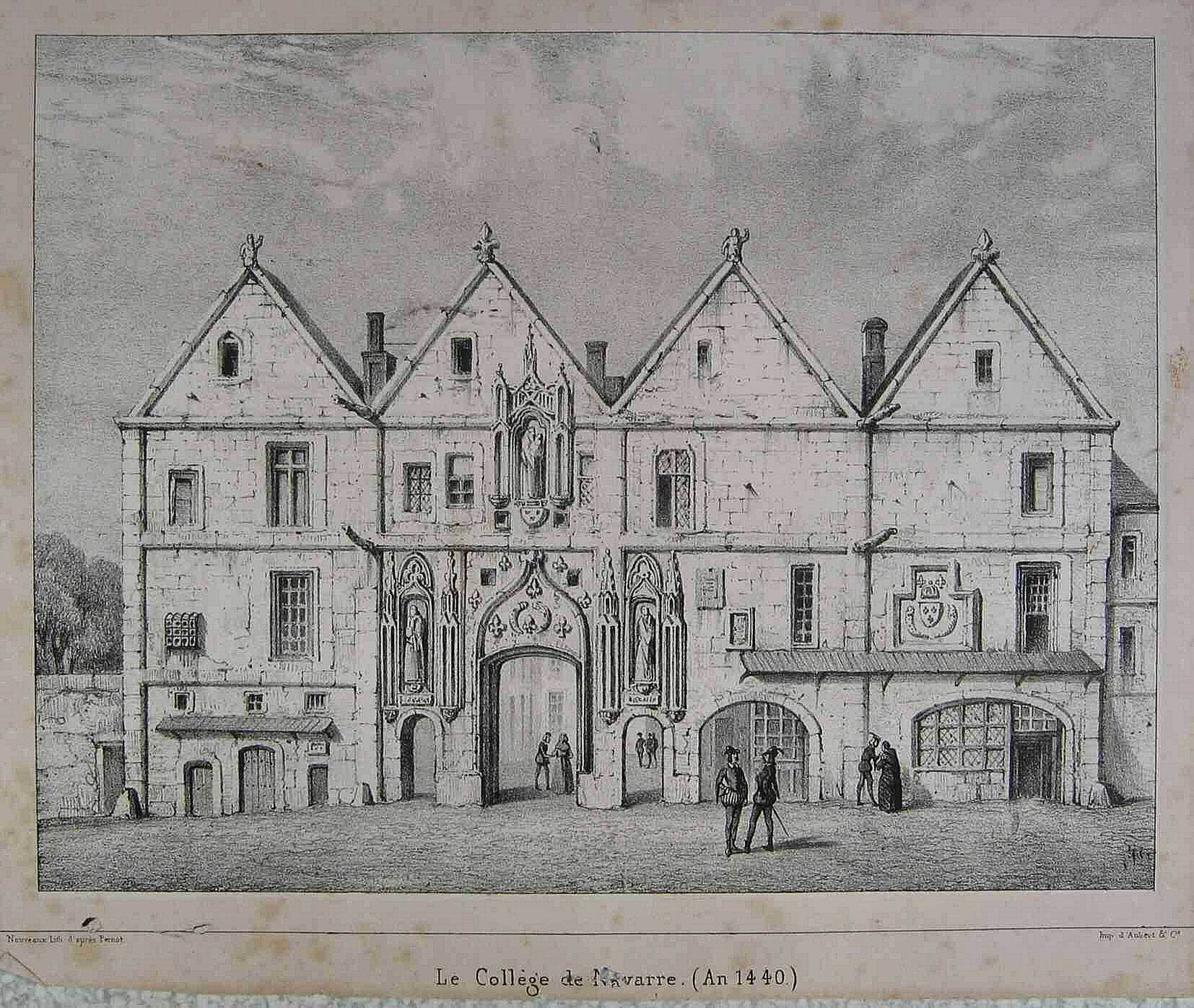
Colegio de Navarra (año 1440).

El Colegio de Navarra (en francés, Collège de Navarre) fue fundado en 1304 en París gracias a la reina Juana I de Navarra, esposa de Felipe IV de Francia. Lega su palacete de la calle de Saint-André-des-Arts para que se establezca allí un colegio destinado, inicialmente, a acoger a estudiantes de Navarra, su reino, pero que acogió a estudiantes franceses de diversas regiones.

## Contexto histórico
A diferencia de otros reinos cercanos, el reino de Navarra durante la Edad Media no disponía de un centro universitario que sirviera para la formación de sus gentes. Hubo un efímero intento de instaurar un centro de instrucción superior promovido por Teobaldo II, rey de Navarra y conde de Champaña, tío de Juana II. En el estudio de gramática existente en Tudela quiso crear una universidad para todo su reino pero su muerte fustró el proyecto, y los profesores que ya había venido de fuera volvieron a sus tierras de origen por lo que el centro permaneció simplemente con la gramática latina.
Desde finales del siglo XII hasta el XV, como sucedió en La Sorbona, Oxford o Cambridge o Toulouse, los colegios nacían como establecimientos  dedicados al hospedaje y asistencia de estudiantes pobres, evolucionando paulatinamente hacia centro de enseñanza y educación más importantes. Para los estudiantes procedentes de Navarra, París y Toulouse eran los destinos preferentes. En París «a comienzos del siglo XIV solía haber allí algunos canónigos pamploneses. La principal preocupación era la de encontrar un alojamiento digno, lo que motivó que el cabildo pusiera a la disposición del arcediano Juan Juániz de Aizaga (acaso formado ya en esa capital) quinientas libras de sanchetes para la adquisición de un inmueble así como diversas rentas para su mantenimiento.»

## Fundación
Inmediatamente después del legado de Juana I de Navarra se decidió vender el palacete de la calle Saint-André-des-Arcs y construir un nuevo edificio en la calle de la Montagne-Sainte-Geneviève (lugar del antigua Escuela Politécnica). Al fallecer la reina en 1305 en su testamento dejaba una dotación importante procedente de las rentas de su viudedad en Champaña y de la venta del palacete de la calle Saint-André-des-Arcs. Con estas rentas estimaba albergar a 70 estudiantes (20 para gramática, 30 para lógica y filosofía y 20 para teología). La reina llamó a esta institución Maison des écoliers aunque más tarde, en su memoria, pasó a llamarse Collège de Navarre. Los dos albaceas testamentales que llevaron a buen término la voluntad de la reina fueron Gilles de Pontoise (abad de San Denis) y Simon Festu (obispo de Meaux). Inmediatamente después del legado, los dos albaceas, Simon Festus y Gilles de Pontoise, deciden vender la mansión de la rue Saint-André-des-Arts y construir un nuevo edificio en la rue de la Montagne-Sainte-Geneviève y también se encargan de dotar al colegio de sus estatutos. La primera piedra se colocó el 12 de abril de 1309. En la asamblea de maestros y estudiante del 3 de abril de 1316 se aprobaron los estatutos. Finalmente, la fundación quedó consolidada al año siguiente, el 25 de enero de 1317, con la aprobación pontificia que se había solicitado desde la mencionada asamblea.

## Funcionamiento
Al contrario que otros colegios parisinos, para poder acceder a la escuela, no había condicionantes de nacimiento, de familia o edad, salvo que fuera francés o navarro, sin recursos económicos y se quisiera destinar al estudio de la gramática, de la lógica o de la teología. El derecho y la medicina no formaron nunca parte de su programa de estudios.

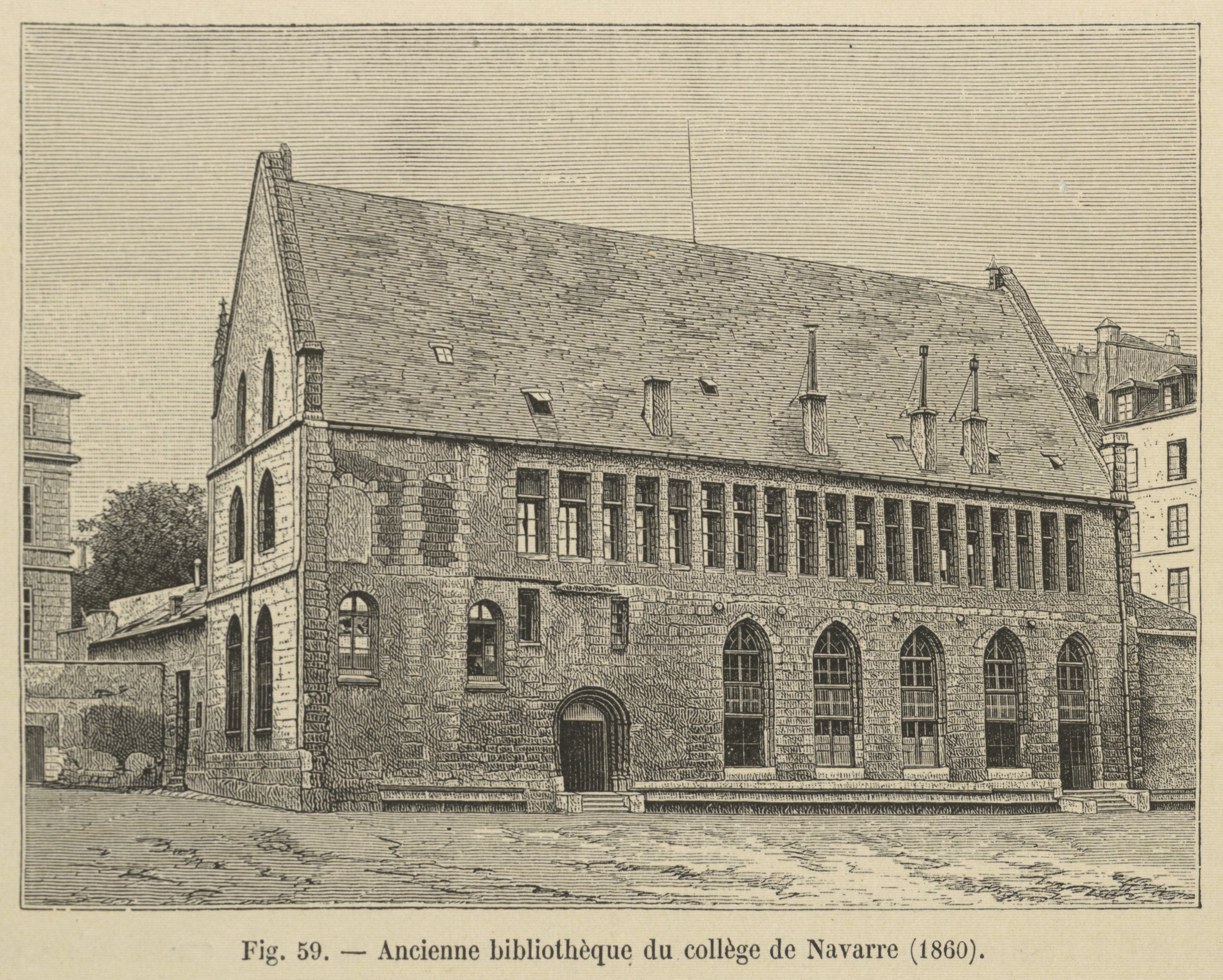
Antigua biblioteca en 1860

Su capilla servía para atender los oficios y servicios de la universidad de París.

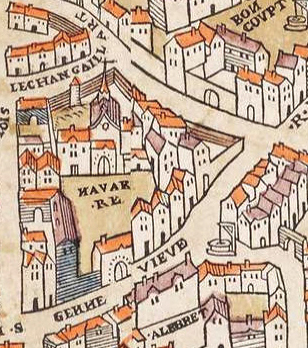
Detalle del plano de París de Truschet i Hoyau (c.a. 1550) con la ubicación del colegio.

Siempre conservó el patronazgo real; así, por ejemplo, en 1480 Luis XI le concedió 2.000 libras de rentas. Los reyes Enrique III, Enrique IV, Luis XIII, Luis XIV, Luis XV también le concedieron distintos privilegios.
Durante los siglos XIV y XV, el colegio estuvo muy influenciado por el petrarquismo y se convirtió en la cuna del humanismo francés. Durante el siglo XVII tuvo su época de máximo prestigio y en 1752 se creó una cátedra de física experimental para juntarse a las ya existentes de matemáticas, gramática, filosofía y teología.

## Extinción
Suprimido por la Convención en 1793, sus edificios, y los del Colegio de Boncourt, fueron aprovechados por Napoleón para instalar la recién creada École Polytechnique en 1804. Los antiguos edificios fueron siendo demolidos uno tras otro bajo la indiferencia general. El último en caer, después de 1860, fue el edificio medieval de la biblioteca.

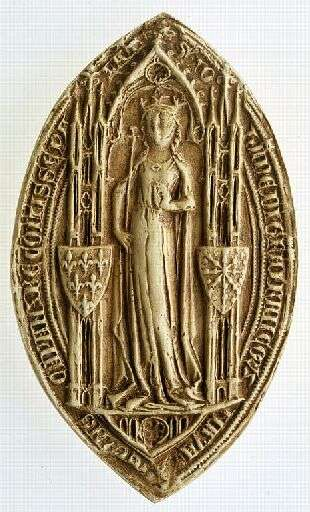
Sello de Juana I de Navarra

## Grandes Maestros y Regentes
El establecimiento fue dirigido, desde sus orígenes, por un gran maestro que supervisaba los estudios de los pensionados.
| - Julien Fleury (1647-1725) - Joan de Jandun (1285-1328) - Nicolau Oresme (1356-1382) - Pierre d'Ailly (1384-) - Jean Rolin (1481) - Mathurin Cordier (1528-15??) - Nicolas Cornet (1592-1663) | - Jean Antoine Nollet (1700-1770) - Mathurin Jacques Brisson (1721-1806) - Joseph-Marie Gros (1742-1792) - Edme-François Mallet - Adrien d'Amboise (1551-1616) - François d'Amboise (1550-1619) |

## Alumnos célebres
| - Nicolás de Oresme (1325–1382) - Jean de Gerson (1363–1429) - Jean Hennuyer (1497–1578) - Jacques Amyot (1513–1593) - Pierre de la Ramée (1515–1572) - Pierre de Ronsard (1524–1585) - François de Amboise (1550–1619) - Pascal Collasse (1649–1709) - Edmé-François Mallet (1713-1755) | - Cardenal Richelieu (1585–1642) - Jacques Bénigne Bossuet (1627–1704) - Jean Goulin (1728–1799) - Jean-Marie du Lau (1738–1792) - Nicolas de Condorcet (1743–1794) - André Chénier (1762–1794) - Marie-Joseph Chénier (1764–1811) - Jean-François de Hercé (1776–1849) |